# Artificial Horizon
Artificial Horizon é um álbum de compilações de faixas remixadas da banda de rock irlandesa U2. Foi lançado em 25 de março de 2010, exclusivamente para os membros do U2.com, substituindo Medium, Rare & Remastered, lançada em 22 de fevereiro de 2009. O CD de remix se assemelha com a compilação Melon: Remixes for Propaganda de 1995, que também foi lançado exclusivamente para os fãs do grupo. A edição em vinil triplo foi lançado em público geral em 14 de maio de 2010, o que incluia uma versão em MP3 remixada de Snow Patrol, com a canção "Unnknown Caller".

## Composição
Artificial Horizon inclui treze faixas remixadas abrangendo a carreira da banda, incluindo três que foram inéditas. A faixa de abertura "Elevation" (Influx Mix) foi tirada em 2001 do single "Elevation". Foi produzido por Brian Eno e Daniel Lanois, e inclui sintetizadores desempenhado por Eno e o guitarrista The Edge. O remix foi feito por Leon Parson. "Elevation" (Influx Mix) sempre foi jogado no sistema de som enquanto a banda subia ao palco durante a Elevation Tour. Jacknife Lee mixou a canção "Fast Cars" pela primeira vez em 2005 no single "All Because of You". A versão original de estúdio, foi lançada como faixa bônus em algumas versões do álbum de estúdio de 2004, How to Dismantle an Atomic Bomb, produzido por Steve Lillywhite. O remix de Jacknife Lee inclui adição de teclado por ele próprio. "Get on Your Boots" (Fish Out of Water Mix) é uma faixa inédita, sendo remixada por Declan Gaffney e Matt Paul.
"Vertigo" (Trent Reznor Remix) foi tomada a partir de 2005 no single "Sometimes You Can't Make It on Your Own". Produzido por Lillywhite, a faixa foi remixada por Trent Reznor. O som da guitarra de "Native Son", uma versão inicial de "Vertigo", é intercalado durante a música. Produzido por Eno e Lanois, "Magnificent" (Falke Radio Mix) foi lançado pela primeira vez em 2009 no single "Maginificent". A faixa foi remixada por Fred Falke, que toca teclados adicionais na peça. "I'll Go Crazy If I Don't Go Crazy Tonight" (Live U2360º Remix) é a segunda faixa que já tinha sido lançado, embora incluído a versão de estúdio (remixada por Redanka e Dirth South), que foi incluído no single de 2009, "I'll Go Crazy If I Don't Go Crazy Tonight", como o mix de Redanka Kick the Darkness. A faixa foi gravada por Alastair McMillan em 27 de julho de 2009 em Croke Park em Dublin, na Irlanda, durante a primeira parte da turnê U2 360º Tour. O cantor Bono trechos da banda inglesa Frankie Goes to Hollywood, com as canções "Relax" e "Two Tribes" ao início e final da música. "Beshno Az Ney/Windfall" realizado pelo cantor iraniano Sussan Deyhim, é amostrado no final do desaparecimento da trilha.
O remix de David Holmes com a canção "Beautiful Day" foi incluído no single "Elevation". Produzido por Eno e Lanois, a faixa foi remixada por David Holmes com participação adicional no teclado de Darren Morris; guitarra e baixo por Phil Mossman e adicional na bateria com Zac Danziger. Com exceção de vocal de apoio nos poucos minutos finais, a música é totalmente instrumental. "Staring at the Sun" (Monster Truck Remix) foi lançado em 1997 no single "Staring at the Sun". Foi produzido por Flood e remixada por The Morticians Sonic, com teclados adicionais interpretado por Steve Osbourne. A mixagem de Danny Saber na canção "Happiness Is a Warm Gun" foi tirada em 1997 no single "Last Night on Earth". Produzido por Flood, que foi remixada por Danny Saber.
"Get on Your Boots" (Justice Remix) foi lançado originalmente como um b-side do single "Magnificent". A faixa foi remixada pela dupla francesa Justice. Hot Chip 2006 Remix de "City of Blinding Lights" é a terceira faixa inédita. Produzida por Flood, que foi remixada pela banda electropop britânica Hot Chip. A faixa "If God Will Send His Angels" (Grand Jury Mix) foi tirada em 1997 do single "Mofo". A faixa foi produzida por Flood, Howie B e Steve Osbourne, e foi remixada por Gerald Baillergeau. "Staring at the Sun" (Brothers in Rhythm Ambient Mix) foi tirado de um lançamento promocional em 2002 da coletênea The Best of 1990-2000. Mixado por Brothers in Rhythm, ele usa uma versão ao vivo de "Staring at the Sun", tirado do EP Please: PopHeart Live EP como a base para combinação ao invés da versão em estúdio.

## Recepção
James Sims do The Huffington Post tina uma impressão favorável de Artificial Horizon, notando que "apesar do álbum ser voltado para os fãs da banda, há uma abundância de pedras preciosas a ser encontrado". Ele também escreveu que o álbum "prova que o U2 não tem medo de abraçar a experimentação, uma faceta da personalidade da banda que continua a ser bem sucedido".

## Lista de faixas
| N.º            | Título                                                         | Letras                      | Música                                | Duração |  |
| 1.             | "Elevation" (Influx Mix)                                       | Bono                        | U2                                    | 4:04    |  |
| 2.             | "Fast Cars" (Jacknife Lee Mix)                                 | Bono, The Edge              | U2                                    | 3:30    |  |
| 3.             | "Get on Your Boots" (Fish Out of Water Mix)                    | Bono                        | U2                                    | 3:47    |  |
| 4.             | "Vertigo" (Trent Reznor Remix)                                 | Bono, The Edge              | U2                                    | 3:39    |  |
| 5.             | "Magnificent" (Falke Radio Mix)                                | Bono, The Edge              | U2, Brian Eno, Daniel Lanois          | 4:02    |  |
| 6.             | "I'll Go Crazy If I Don't Go Crazy Tonight" (Live U2360 Remix) | Bono                        | U2                                    | 6:47    |  |
| 7.             | "Beautiful Day" (David Holmes Remix)                           | Bono                        | U2                                    | 5:37    |  |
| 8.             | "Staring at the Sun" (Monster Truck Remix)                     | Bono, The Edge              | U2                                    | 5:09    |  |
| 9.             | "Happiness Is a Warm Gun" (Danny Saber Mix)                    | John Lennon, Paul McCartney | Lennon, McCartney, performance por U2 | 4:54    |  |
| 10.            | "Get on Your Boots" (Justice Remix)                            | Bono                        | U2                                    | 3:29    |  |
| 11.            | "City of Blinding Lights" (Hot Chip 2006 Remix)                | Bono                        | U2                                    | 6:19    |  |
| 12.            | "If God Will Send His Angels" (Grand Jury Mix)                 | Bono, The Edge              | U2                                    | 5:46    |  |
| 13.            | "Staring at the Sun" (Brothers in Rhythm Ambient Mix)          | Bono, The Edge              | U2                                    | 5:29    |  |
| Duração total: | Duração total:                                                 | Duração total:              | Duração total:                        | 62:25   |  |

| Faixa bônus (Edição em vinil) |                                      |                 |                 |         |  |
| N.º                           | Título                               | Letras          | Música          | Duração |  |
| 14.                           | "Unknown Caller" (Snow Patrol Remix) | U2, Eno, Lanois | U2, Eno, Lanois | 4:35    |  |
| Duração total:                | Duração total:                       | Duração total:  | Duração total:  | 67:00   |  |